# ليس لدي أي شيء (أغنية)
ليس لدي أي شيء (I Have Nothing) هي أغنية منفردة للمغنية الأمريكية ويتني هيوستن، صدرت في 20 فبراير عام 1993 من تأليف كاتبة الأغاني المتعددة المواهب ليندا طومسون مع الموسيقار ومنتجها دايفيد فوستر وتوزيع شركة اريستا ريكوردز، وهي ثالث أغنية من ألبوم الحارس.
تمت إعادة تسجيل الأغنية عام 1993 من قبل مايكل جاكسون مع ويتني هيوستن كثنائي.